# هنريك بيدرسن
هنريك بيدرسن (بالدنماركية: Henrik Pedersen)‏ هو مدرب كرة قدم دنماركي، ولد في 2 يناير 1978.

## وصلات خارجية
- هنريك بيدرسن على موقع قاعدة بيانات كرة القدم.إي يو (الإنجليزية)
- هنريك بيدرسن على موقع Soccerway.com (الإنجليزية)
- هنريك بيدرسن على موقع عالم كرة القدم.نت (الإنجليزية)